# 田原俊彦 (アルバム)
『田原俊彦』（たはらとしひこ）は、田原俊彦の1枚目のアルバム。
1980年8月5日にNAVレコードよりリリース。

## 概要
1980年6月21日にデビューを飾った田原の1stアルバムで、LP帯コピー「飛び出したスーパーアイドルの初めてのアルバム!」。
LPレコード初回盤は、当時使われていた田原専用のロゴマーク「TOSHI」の型を刳り抜いた特製アルバムジャケット&ピクチャー・ディスクでリリース。ポスター写真集付属。
本作は全18トラックと一般的なアルバムより多いが、歌唱自体は10曲で、残りの8トラックはトーク。
たのきんトリオの近藤真彦・野村義男に加え、楽曲提供をした近田春夫と共演（人気アイドルがロック・ミュージシャンとのトークをアルバムに入れること自体が発売当時異例だった）。
そのため、本作アルバム構成がYMOのミニ・アルバム「∞増殖」と似ているという声が僅かながら意見としてあった（YMOは1980年6月5日、田原は8月5日と発売日も近い）。
B面2曲目「アフター・スクール」はデビュー曲「哀愁でいと」C/W曲のバージョンとは異なる。
発売当初、1曲目「TOSHI放送局」ラジオのチューニング音に紛れ「ヨッちゃん、助（けて）」という声が聴こえると話題になった。
1989年11月22日に、デビュー10周年を記念して、CDが再発売された。

## 収録曲
- SIDE A

1. TOSHI放送局
2. スーパー・コミュニケーション
作詞・作曲：宮下智／編曲：松下誠
3. 手紙をどうもありがとう
4. サマー・チャンス
作詞・作曲：森雪之丞／編曲：戸塚修
5. 夏の恋人＜君の唄が聴こえる＞
作詞：小林和子／作曲：小田裕一郎／編曲：石田勝範
6. トシちゃんの爆弾宣言!
7. お手あげ
作詞・作曲：網倉一也／編曲：船山基紀
8. トシちゃんの夏が好き?
9. 僕のサマー・ベイビー
作詞・作曲：宮下智／編曲：松下誠

- SIDE B

1. ニュース
2. アフター・スクール
作詞：小林和子／作曲：宮下智／編曲：飛澤宏元
3. 田原と近田春夫のパンク・ジョーク
4. イン・ザ・プラネット
作詞・作曲・編曲：近田春夫
5. 10代の傷跡
作詞・作曲・編曲：近田春夫
6. 近藤君（近藤真彦）のプレゼント
7. ユニコーン
作詞：小林和子／作曲：小田裕一郎／編曲：石田勝範
8. ハプニング
作詞・作曲：網倉一也／編曲：船山基紀
9. グッバイ・トーキング